# (6658) Akiraabe
(6658) Akiraabe est un astéroïde de la ceinture principale.

## Description
(6658) Akiraabe est un astéroïde de la ceinture principale. Il fut découvert le 18 novembre 1992 à Kitami par Kin Endate et Kazuro Watanabe. Il présente une orbite caractérisée par un demi-grand axe de 2,29 UA, une excentricité de 0,08 et une inclinaison de 4,6° par rapport à l'écliptique.

## Compléments